# Tālbahat
Tālbahat är en ort i Indien.   Den ligger i distriktet Lalitpur och delstaten Uttar Pradesh, i den centrala delen av landet, 400 km söder om huvudstaden New Delhi. Tālbahat ligger 307 meter över havet och antalet invånare är 13 789.
Terrängen runt Tālbahat är platt. Runt Tālbahat är det tätbefolkat, med 266 invånare per kvadratkilometer. Det finns inga andra samhällen i närheten. Trakten runt Tālbahat består till största delen av jordbruksmark.